# جاك هاربر (لاعب كرة قدم أمريكية)
جاك هاربر (بالإنجليزية: Jack Harper)‏ هو لاعب كرة قدم أمريكية أمريكي، ولد في 8 أكتوبر 1944 في ليكلاند في الولايات المتحدة.

## وصلات خارجية
- جاك هاربر على موقع مرجع كرة القدم المحترفة.كوم (الإنجليزية)